# Geração (física)
| Tipo      | Primeira            | Segunda          | Terceira        |
| Quarks    | Quarks              | Quarks           | Quarks          |
| --------- | ------------------- | ---------------- | --------------- |
| tipo up   | up                  | charm            | top             |
| tipo down | down                | strange          | bottom          |
| Léptons   |                     |                  |                 |
| carregado | elétron             | múon             | tau             |
| neutro    | neutrino do elétron | neutrino do múon | neutrino do tau |

Na física de partículas, uma geração ou família é uma divisão das partículas elementares. Entre gerações, partículas diferem apenas pela massa. Toda força fundamental e número quântico são idênticos.
Existem três gerações de acordo com o modelo padrão de partículas físicas. Cada geração é dividida em dois tipos de léptons e dois tipos de quarks. Os dois léptons podem ser classificados em eletricamente carregado e neutro. Os dois quarks podem ser classificados em carga de -1⁄3 (tipo down) e carga de +2⁄3 (tipo up).

## Definição
Cada membro de uma geração posterior possui maior massa que a partícula correspondente da geração anterior. Esta hierarquia de massa é responsável pelas gerações mais altas decaírem em gerações menores, o que explica o fato de toda a matéria encontrada naturalmente no universo pertencerem a primeira geração. A segunda e terceira geração só são obtidos em ambientes de extrema energia como raios cósmicos ou aceleradores de partículas.
Neutrinos de todas gerações percorrem o universo com velocidades próximas à velocidade da luz, mas raramente interagem com outras matérias. É esperado que o melhor entendimento das relações entre as gerações de léptons possam explicar a diferença de massa das partículas fundamentais pela perspectiva da mecânica quântica.

## Quarta geração
Através do modelo padrão, uma quarta geração de partículas fundamentais e até gerações maiores foram estipuladas pela física teórica. Entretanto a maioria dos físicos argumentam que uma quarta geração acarretaria modificações sutis nos observáveis da força fraca, e tais modificações são extremamente improváveis segundo a física experimental. Apesar disto, a existência de uma quarta geração nunca foi completamente descartada e a busca por evidências continua nos aceleradores de partículas.